# Hwisdiwzi

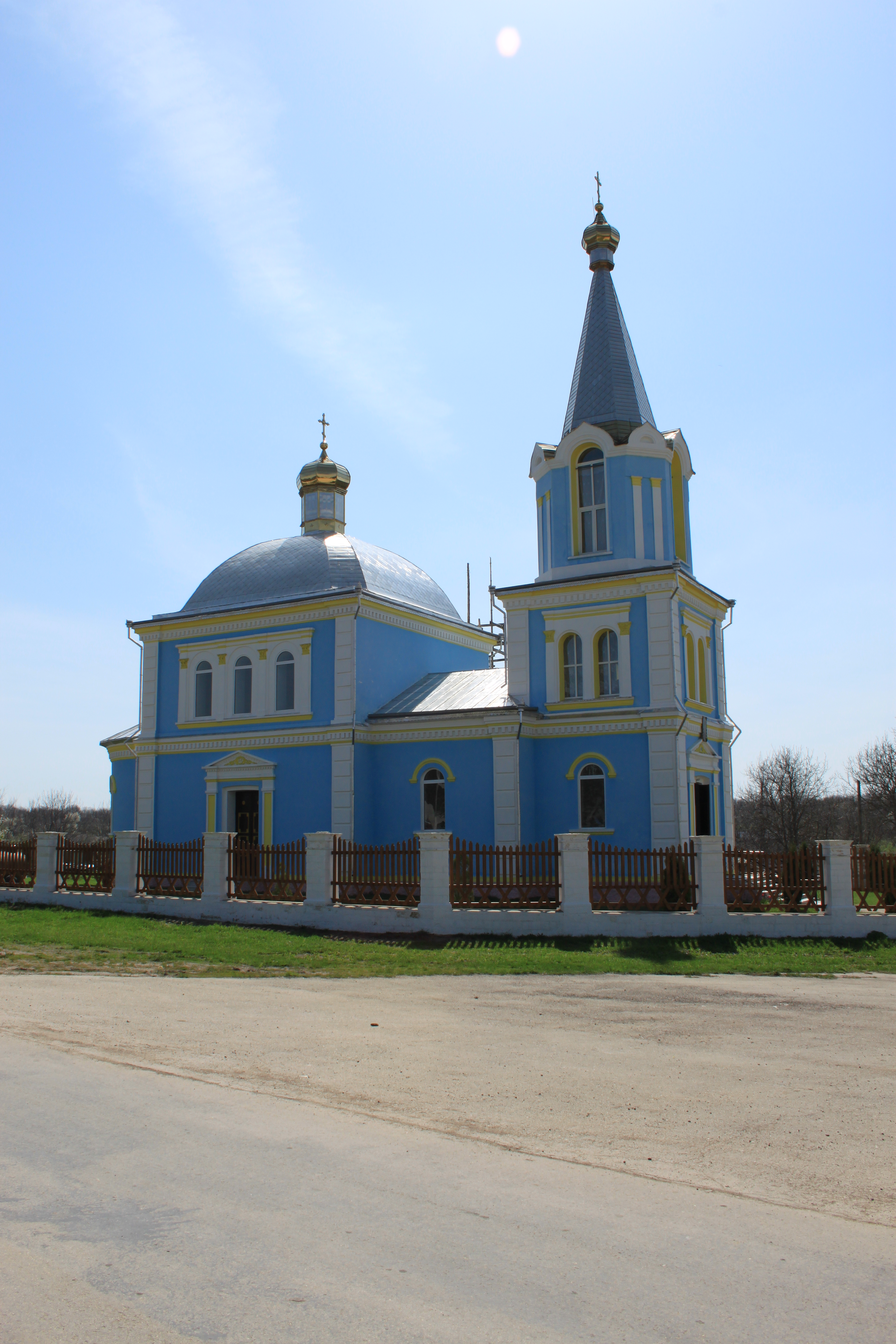
Kirche St. Demetrios von Thessaloniki

Hwisdiwzi (ukrainisch: Гвіздівці; rumänisch: Gvazdăuți/Văzdăuți) ist ein Dorf und eine Gemeinde im Rajon Dnister im Osten der ukrainischen Oblast Tscherniwzi. Es befindet sich nahe der Grenze zur Republik Moldau.

## Geschichte
Hwisdiwzi wurde erstmals 1432 urkundlich erwähnt, als es Teil der Gebietes Hotin der historischen Region Bessarabien des Fürstentums Moldau war. Das Dorf hieß ursprünglich Văzdăuți. Nach 1711 wurde es von den Osmanen besetzt und war Teil des Bezirks Hotin des Osmanischen Reiches. Durch den Friedensvertrag von Bukarest 1812 zwischen dem Russischen Reich und dem Osmanischen Reich, besetzte Russland am Ende des Russisch-Türkischen Krieges von 1806–1812 das östliche Gebiet der Moldau zwischen Prut und Dnister. Zu Beginn des 19. Jahrhunderts gehörte das Dorf Hwisdiwzi laut der von den zaristischen Behörden im Jahr 1817 durchgeführten Volkszählung zum Unteren Dnister-Bezirk des Kreises Hotin. Nach der Vereinigung Bessarabiens mit Rumänien 1918 gehörte das Dorf zu Rumänien und verband den nördlichen Teil der Bukowina mit dem Herza-Gebiet. In den Jahren 1941–1944 kamen alle zuvor von der UdSSR annektierten Gebiete wieder nach Rumänien. 1944 wurde das Gebiet von der UdSSR in die Ukrainische SSR integriert.
Seit 1991 war das Dorf Hwisdiwzi Teil des Rajon Sokyrjany der unabhängigen Ukraine. Laut der Volkszählung von 1989 betrug die Zahl der Einwohner, die sich zu Rumänen und Moldauern erklärten, 44, was 2,06 % der Bevölkerung entspricht.
Am 12. August 2015 wurde das Dorf ein Teil neu gegründeten Stadtgemeinde Sokyrjany im Rajon Sokyrjany, bis dahin bildete es die Landratsgemeinde Hwisdiwzi (Гвіздовецька сільська рада/Hwisdowezka silska rada) im Süden des Rajons.
Seit dem 17. Juli 2020 ist der Ort ein Teil des Rajons Dnister.